# Buellia mexicana
Buellia mexicana är en lavart som beskrevs av J. Steiner. Buellia mexicana ingår i släktet Buellia och familjen Physciaceae.   Inga underarter finns listade i Catalogue of Life.